# Театральная аллея (Санкт-Петербург)
Театра́льная аллея — аллея на Каменном острове в Петроградском районе Санкт-Петербурга. Проходит от площади Старого Театра до Большой аллеи.

## История
Первоначальное название Сквозной проезд известно с 1909 года.
Современное название Театральная аллея возникло в 1930-е годы, связано с тем, что аллея начиналась у летнего деревянного театра. В настоящее время со стороны площади Старого Театра движение по аллее перекрыто.

## Достопримечательности
- Парк «Тихий отдых»  7801077001
- Государственная гостевая резиденция
- Дача А. А. Половцова (дом 6 по набережной Средней Невки)  7810394000
- № 8 — особняк архитектора В. И. Шене, построена по собственному проекту в 1902—1903 гг. Перестроена с утратой интерьеров в 1968—1970.  7802236000